# Kolpin
Kolpin (en estonien Kulkna, en russe Колпинa) est île de Russie.

## Géographie
Elle se situe dans le lac Pskov, une partie Sud du Lac Peïpous

## Histoire
Elle appartient à l'Estonie de 1920 à 1944 et faisait partie de la paroisse de Kulje avant l'annexion par l'Union soviétique. 